# Aleksandr Dugin
Aleksandr Gelevitj Dugin (russisk: Александр Гельевич Дугин, tr. Aleksandr Gelevitj Dugin; født 7. januar 1962 i Moskva) er en russisk filosof og ideolog, der er kendt for sin geopolitik.
I sin tid var han med på at grundlægge Det nationale bolsjevikiske parti. Senere forlod han dette parti og engagerede sig i dannelsen af Det eurasiske parti. Dugin er fortsat politisk central i Rusland.
Han er en vigtig ideolog indenfor "Nye Højre"-bevægelsen og Nouvelle Droite

## Filosofi
Dugin er bedst kendt for sin teoretiske tilgang kaldet "Eurasianisme", som er en politisk ideologi, der argumenterer for oprettelsen af en eurasiske føderation, der strækker sig fra Rusland til Vesteuropa og Asien. Han mener, at Rusland spiller en central rolle i denne vision og ser det som et alternativ til både vestlig liberalisme og amerikansk global dominans.
Dugin fremmer ideen om Eurasien som en kulturel og geopolitisk enhed, der strækker sig over både Europa og Asien. Han ser Rusland som kernen i denne enhed og mener, at det er nødvendigt at modstå vestlig dominans og skabe en alternativ civilisation baseret på eurasiske værdier.
Dugin er en kraftig kritiker af vestlig liberalisme, som han ser som destruktiv for traditionelle værdier, kulturer og samfund. Han ser vestlig indflydelse som en trussel mod Ruslands og Eurasiens identitet og suverænitet.
Dugin har udviklet en geopolitisk teori, der betragter verden som en arena for konkurrence mellem store civilisationer og imperier. Han opfordrer til oprettelse af alliancer og blokke for at modstå vestlig dominans og sikre eurasiske interesser.

## Hovedværker
- Konflikte der Zukunft - Die Rückkehr der Geopolitik, Bonus (2015) (tysk)
- Last War of the World-Island: The Geopolitics of Contemporary Russia, Arktos (2015) (engelsk)
- Eurasian Mission: An Introduction to Neo-Eurasianism, Arktos (2014) (engelsk)
- Martin Heidegger: The Philosophy of Another Beginning, Washington Summit (2014) (engelsk)
- Putin vs Putin, Arktos (2014) (engelsk)
- Noomakhija: vojny uma. Logos Jevropy: sredizemnomorskaja tsivilizatsija vo vremeni i prostranstve., Akademitjeskij projekt (2014) (russisk)
- V poiskakh tjomnogo Logosa, Akademitjeskij projekt (2012) (russisk)
- The Fourth Political Theory, Arktos (2012) (engelsk)
- Die Vierte Politische Theorie, Arktos (2013) (tysk)
- The United States and the New World Order (debat med Olavo de Carvalho), VIDE Editorial (2012) (engelsk)
- Pop-kultura i znaki vremeni, Amfora (2005) (russisk)
- Filosofija vojny, Jauza (2004) (russisk)
- Absoljutnaja Rodina, Arktogeja (1999) (russisk)
- Osnovy geopolitiki (geopolititjeskoje budusjtjeje Rossii), Arktogeja (1997) (russisk)
- Tamplijery proletariata, Arktogeja (1996) (russisk)
- Metafizika blagoj vesti, Arktogeja (1996) (russisk)
- Misterii Jevrazii, Arktogeja (1996) (russisk)
- Konservativnaja revoljutsija, Arktogeja (1994) (russisk)
- Konspirologija, Arktogeja (1992) (russisk)